# Eparchia di Sendai e del Giappone Orientale

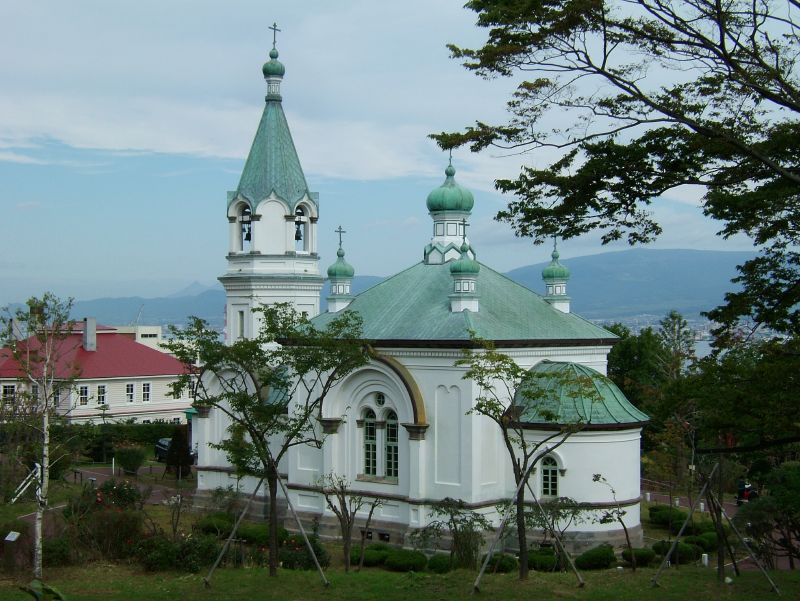
Chiesa ortodossa a Hakodate

L'eparchia Sendai e del Giappone Orientale è una delle tre eparchie della chiesa ortodossa giapponese, ha sede nella città di Sendai, in Giappone, dove si trova la cattedrale dell'Annunciazione.

## Storia
Nel 1906 San Nicola del Giappone fondò il vicariato di Tokyo come centro della missione ortodossa russa in Giappone. Il 10 aprile 1970, al momento della concessione dello status di autonomia alla Chiesa ortodossa giapponese, è stata eretta l'eparchia di Sendai, che attualmente copre 24 parrocchie nell'isola di Hokkaidō e nella parte orientale dell'isola di Honshū.